# Разливы (Новосибирская область)
Разливы — посёлок в Тогучинском районе Новосибирской области. Входит в состав Шахтинского сельсовета.

## География
Площадь посёлка — 61 гектар.

## История
В 1976 году Указом Президиума ВС РСФСР посёлок отделения № 1 совхоза «Завьяловский» переименован в Разливы.

## Население
| 2002 | 2007 | 2010 |
| ---- | ---- | ---- |
| 80   | ↘55  | ↘22  |

## Инфраструктура
В посёлке по данным на 2007 год функционирует 1 учреждение здравоохранения.